# Družtvo za povestnicu jugoslavensku
Družtvo za povestnicu jugoslavensku prvo je hrvatsko arheološko društvo. Ivan Kukuljević Sakcinski organiziranjem Družtva za povestnicu jugoslavensku utro je put Hrvatskom arheološkom društvu, a prikupljanjem i publiciranjem podataka u Arkivu za povestnicu jugoslavensku, stvorio je osnovni fond podataka koji je potonjim generacijama arheologa itekako olakšao rad.

## Povijest
Na poticaj Ivana Kukuljevića Sakcinskog 1. listopada 1850. održana je osnivačka skupština Društva za povestnicu jugoslavensku; u uvodnom je govoru naveo osnovne smjernice rada i odmah bio izabran za predsjednika Društva. Cilj svih članova bilo je sakupljanje, otkrivanje, čuvanje i proučavanje svih vrsta spomenika; pisanih i materijalnih, kulturno-povijesnih, arheoloških, etnografskih i dr., a da bi djelovanje Društva bilo što efikasnije i dostupnije javnosti pokrenut je časopis – Arkiv za povjestnicu jugoslavensku. Prvi svezak izišao je 1851., a posljednji (br. XII) 1875., a kako je u zadnjem broju donesen popis radova u svim svescima Arkiva, vrlo je očigledna dominantna Kukuljevićeva uloga u njima.
Tijekom svojega djelovanja Društvo se susretalo s mnogo poteškoća, prije svega financijske prirode, tako da se 1878. pojavio prijedlog da ono prekine s radom, a da se proučavanje domaće povijesti prebaci na novoosnovanu Jugoslavensku akademiju znanosti i umjetnosti dočim bi se »sva imovina istoga družtva u smislu družtvenih pravila predala arkeologičkom odjelu narodnog muzeja«. Međutim, na lipanjskoj skupštini Društva zaključeno je »... da družtvo za jugoslavensku poviest i starine ima i nadalje obstojati, samo će svoju zadaću stegnuti na arheologiju. Zatim bi izabran novi odbor svrhom da družtvo preustroji i novu ustanovu pripravi. Članovi tog odbora bijahu: predsjednik presv. gosp. Ivan Kukuljević Sakcinski, podpredsjednik prof. Š. Ljubić, tajnik prof. dr. Izidor Kršnjavi, blagajnik prof. dr. Lobmayer, i odbornici Gjuro Deželić, Radoslav Lopašić, Vjekoslav Klaić i Ivan Tkalčić. Odbor lati se odmah posla, te u svojoj sjednici od 16. lipnja 1878. zaključi, zamoliti visoku zemaljsku vladu, neka dozvoli družtvu svoje ime promijeniti u ‘Hrvatsko arkeologičko družtvo’. Visoka vlada pristala je rado na ovu molbu, te odpisom od 25. srpnja 1878. br. 13.803. potvrdi zbilja promienu naslova.« Tako je prvim predsjednikom HAD-a, društva koje i danas djeluje pod istim imenom, postao upravo Ivan Kukuljević, koji je tu dužnost obnašao sve do smrti. Na tragu Društva za povestnicu i njegova Arkiva, Hrvatsko je arkeologičko družtvo također odmah krenulo sa svojim glasilom – bio je to Viestnik Hrvatskoga arkeologičkoga družtva, čiji je prvi broj objelodanjen u Zagrebu 1879. a danas, nakon gotovo 130 godina, još uvijek izlazi pod nazivom Vjesnik Arheološkog muzeja u Zagrebu.

## Vanjske poveznice
- Pravila družtva za Jugoslavensku povestnicu i starine[neaktivna poveznica]